# Cervià de les Garrigues
Cervià de les Garrigues är en kommun i Spanien.   Den ligger i provinsen Província de Lleida och regionen Katalonien, i den östra delen av landet, 400 km öster om huvudstaden Madrid. Antalet invånare är 746. Arean är 34 kvadratkilometer. Cervià de les Garrigues gränsar till Juneda, Les Borges Blanques, L'Albi, La Pobla de Cérvoles, Juncosa, L'Albagés och Castelldans. 
Terrängen i Cervià de les Garrigues är huvudsakligen platt, men åt nordost är den kuperad.